# Fire Island Pines
Fire Island Pines ist ein Weiler in der Gemeinde Brookhaven in Suffolk County, New York.
Er befindet sich auf der Nehrungsinsel Fire Island, im Süden von Long Island. Die Volkszählung im Jahr 2010 ergab für die Insel Fire Island eine Bevölkerungszahl von 292 Einwohnern. Dies stellt jedoch nur die Zahl der ganzjährigen Einwohner dar; als Ferienort ist die Zahl der Sommergäste (insbesondere an den Wochenenden) deutlich größer.

## Chelsea mit Sand
Fire Island Pines wird liebevoll „Chelsea mit Sand“ genannt; Chelsea ist als Schwulenviertel in Manhattan bekannt. Mit dem benachbarten Weiler Cherry Grove zusammen, bildet Fire Island Pines das Lesben- und Schwulenviertel von Fire Island. Die großen Häuser werden in der Regel von mehreren Parteien als Ferienwohnung angemietet, so dass zum Beispiel ein 5-ZKB-Haus in der Regel von acht Erwachsenen bewohnt wird. Der überwiegende Anteil der Bevölkerung setzt sich aus Schwulen zwischen 20 und 50 Jahren zusammen. Zwei der berühmtesten Ereignisse in den Pines sind die Pines Party, eine Tanzparty jeden August, die am Strand abgehalten wird, und die ganze Nacht durchgeht, sowie die Invasion of the Pines, eine Parade von Drag Queens, die jedes Jahr am 4. Juli, dem US-amerikanischen Nationalfeiertag, abgehalten wird.

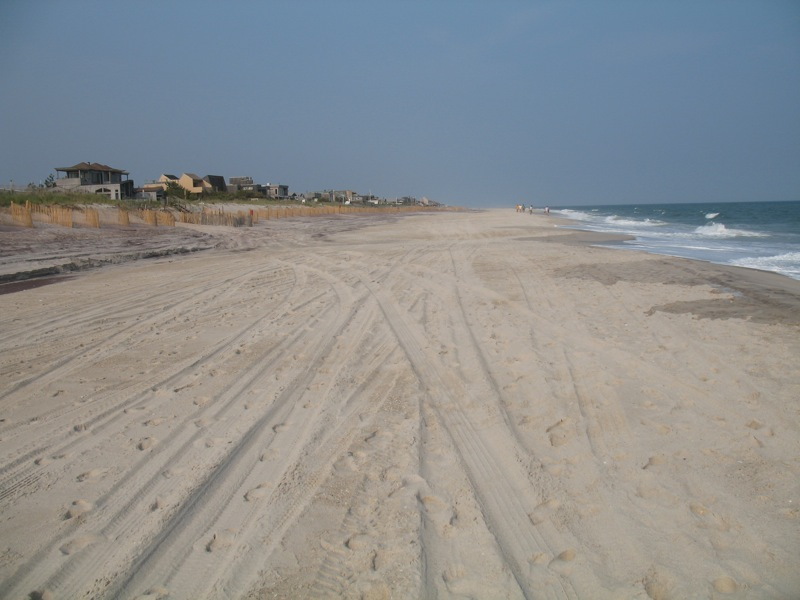
Strand bei Fire Island Pines
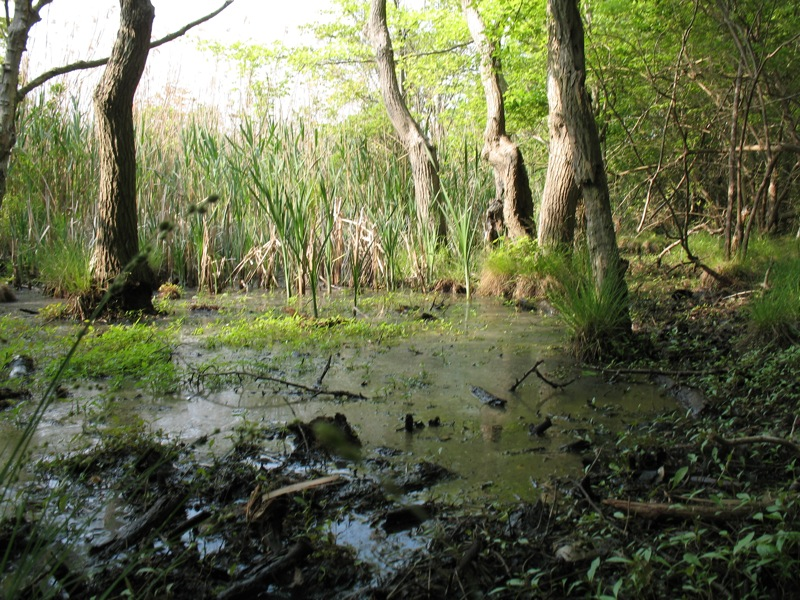
Versunkener Wald zwischen Pines und Cherry Grove
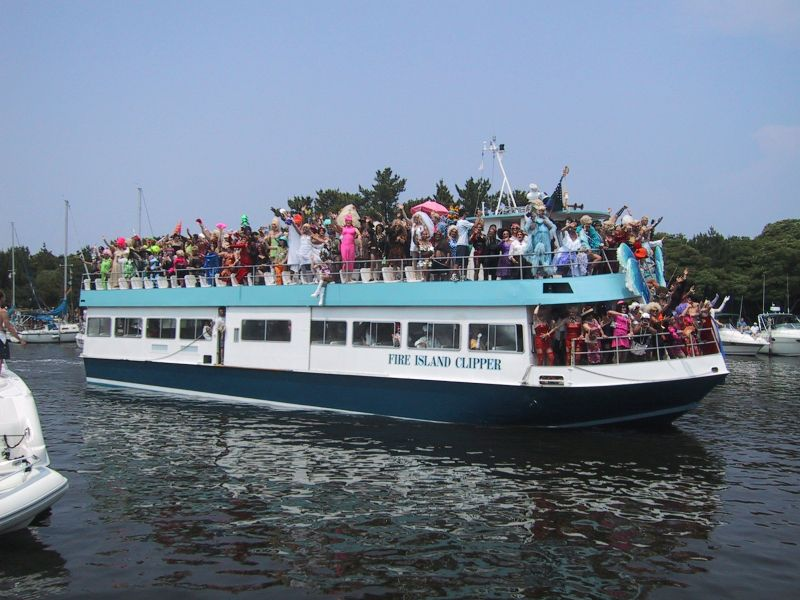
Invasion of the Pines 2001